# Open San José
L'Open San José, noto come Seguros Bolívar Open San José per motivi di sponsorizzazione, è stato un torneo di tennis che si è giocato nell'unica edizione del 2011 a San José in Costa Rica. L'evento faceva parte dell'ATP Challenger Tour e si giocava su campi in cemento.

## Albo d'oro

### Singolare
| Anno | Campione          | Finalista     | Punteggio |
| ---- | ----------------- | ------------- | --------- |
| 2011 | Giovanni Lapentti | Igor' Kunicyn | 7–5, 6–3  |

### Doppio
| Anno | Campioni                          | Finalisti                           | Punteggio |
| ---- | --------------------------------- | ----------------------------------- | --------- |
| 2011 | Juan Sebastián Cabal Robert Farah | Luis Díaz-Barriga Santiago González | 6–3, 6–3  |